# سيتوزار غليغوريتش
```
(
بالسيريلية الصربية
: Светозар Глигорић)، (
2 فبراير
 
1923
 - 
14 أوت
 
1923
) كان لاعب 
شطرنج
 
وأستاذا كبيرا
 
يوغسلافي
 
وصربي
، فاز ببطولة يوغسلافيا برقم قياسي بلغ 12 مرة ويعتبر كأفضل لاعب على الإطلاق من صربيا. اختير سنة 1958 كأفضل رياضي في يوغسلافيا.
```

خلال العقدين 1950 و 1960 كان غليغوريتش أحد أفضل لاعبي الشطرنج في العالم وكذلك من بين أشهرهم.

## نتائجه ضد نخبة الأساتذة الكبار
كان لغليغوريتش النتائج التالية ضد أبطال العالم الذين لعب ضدهم: ماكس إيوي +2−0=5، ميخائيل بوتفنيك +2−2=6، فاسيلي سميسلوف +6−8=28، تيجران بتروسيان +8−11=19، ميخائيل تال +2−10=22، بوريس سباسكي +0−6=16، بوبي فيشر +4−7=8، أناتولي كاربوف +0−4=6، غاري كاسباروف +0−3=0.

## وفاته
في 14 أغسطس 2012 توفي سيتوزار غليغوريتش على إثر سكتة عن عمر 89 سنة في بلغراد.  ودفن على الساعة الواحدة والنصف (13:30) من يوم 12 أغسطس 2012 في جانب العظماء بمقبرة بلغراد الجديدة. 

## روابط خارجية
- سيتوزار غليغوريتش على موقع مباريات الشطرنج (الإنجليزية)
- سيتوزار غليغوريتش على موقع 365Chess.com (الإنجليزية)
- سيتوزار غليغوريتش على موقع Chesstempo.com (الإنجليزية)
- سيتوزار غليغوريتش سجل أولمبياد الشطرنج على موقع OlimpBase.org (الإنجليزية)